# Lissonota inareolata
Lissonota inareolata là một loài tò vò trong họ Ichneumonidae.